# Еріх Кюнгакль
Еріх Кюнгакль (нім. Erich Kühnhackl; 17 жовтня 1950, Цитиці, Чехословаччина) — німецький хокеїст, який народився та виріс у Чехословаччині. Визнаний найкращим гравцем німецького хокею всіх часів та XX століття у 2000 році. Кюнгакль член Зали слави IIHF, а також Зали слави німецького хокею та Зали спортивної слави Німеччини.

## Ігрова кар'єра
На клубномі рівні Еріх виступав за німецькі команди «Ландсгут» та «Кельн». З 1985 по 1987 роки захищав кольори швейцарського клубу «Ольтен».

## На рівні збірних
У складі збірної ФРН став бронзовим призером Зимових Олімпійських ігор 1976 року в австрійському Інсбруку.
Найкращий бомбардир чемпіонату світу 1978 року та зимових Олімпійських ігр 1984 року.

## Кар'єра тренера та функціонера
Після ігрової кар'єри Кюнгакль працював тренером у клубах «Ландсгут», «Бад-Наугайм», «Регенсбург» та «Штраубінг Тайгерс», а також національної збірної Німеччини.
З червня 2009 по червень 2010 року обіймав посаду спортивного директора клубу Німецької хокейної ліги «Франкфурт Ліонс».
З 2010 по 2014 роки віцепрезидент Федерації хокею Німеччини.

## Нагороди та досягнення
- Чемпіон ФРН в складі «Ландсгут» — 1970, 1983.
- Чемпіон ФРН в складі «Кельн» — 1977, 1979.
- Гравець року в ФРН — 1978, 1980, 1983.
- Команда всіх зірок Бундесліги: 1976/77, 1977/78, 1978/79, 1979/80, 1981/82, 1982/83 та 1983/84.
- Визнаний найкращим гравцем німецького хокею всіх часів та XX століття у 2000 році.[7]

## Особисте життя
Батьки Еріха судетські німці, які після вторгнення військ СРСР та країн-сателітів емігрували з Чехословаччини до ФРН в 1968 році.
Син Еріха Том також хокеїст.

## Статистика

### Клубні виступи
| Сезон               | Клуб                | Ліга                | Регулярний сезон | Регулярний сезон | Регулярний сезон | Регулярний сезон | Регулярний сезон | Плей-оф | Плей-оф | Плей-оф | Плей-оф | Плей-оф |
| Сезон               | Клуб                | Ліга                | І                | Г                | П                | О                | ШХ               | І       | Г       | П       | О       | ШХ      |
| ------------------- | ------------------- | ------------------- | ---------------- | ---------------- | ---------------- | ---------------- | ---------------- | ------- | ------- | ------- | ------- | ------- |
| 1968–69             | «Ландсгут»          | Бундесліга          | 14               | 6                | 2                | 8                | 2                | —       | —       | —       | —       | —       |
| 1969–70             | «Ландсгут»          | Бундесліга          | 35               | 21               | 14               | 35               | 14               | —       | —       | —       | —       | —       |
| 1970–71             | «Ландсгут»          | Бундесліга          | 35               | 16               | 12               | 28               | 18               | —       | —       | —       | —       | —       |
| 1971–72             | «Ландсгут»          | Бундесліга          | 35               | 24               | 19               | 43               | 36               | —       | —       | —       | —       | —       |
| 1972–73             | «Ландсгут»          | Бундесліга          | 40               | 38               | 30               | 68               | 43               | —       | —       | —       | —       | —       |
| 1973–74             | «Ландсгут»          | Бундесліга          | 36               | 50               | 26               | 76               | 40               | —       | —       | —       | —       | —       |
| 1974–75             | «Ландсгут»          | Бундесліга          | 35               | 47               | 20               | 67               | 90               | —       | —       | —       | —       | —       |
| 1975–76             | «Ландсгут»          | Бундесліга          | 35               | 29               | 27               | 56               | 73               | —       | —       | —       | —       | —       |
| 1976–77             | «Кельн»             | Бундесліга          | 40               | 47               | 26               | 73               | 79               | —       | —       | —       | —       | —       |
| 1977–78             | «Кельн»             | Бундесліга          | 46               | 52               | 43               | 95               | 43               | —       | —       | —       | —       | —       |
| 1978–79             | «Кельн»             | Бундесліга          | 52               | 59               | 58               | 117              | 99               | —       | —       | —       | —       | —       |
| 1979–80             | «Ландсгут»          | Бундесліга          | 48               | 83               | 72               | 155              | 67               | —       | —       | —       | —       | —       |
| 1980–81             | «Ландсгут»          | Бундесліга          | 44               | 40               | 46               | 86               | 74               | 5       | 4       | 2       | 6       | 4       |
| 1981–82             | «Ландсгут»          | Бундесліга          | 38               | 41               | 61               | 102              | 34               | 8       | 6       | 9       | 15      | 4       |
| 1982–83             | «Ландсгут»          | Бундесліга          | 36               | 32               | 48               | 80               | 70               | 10      | 7       | 7       | 14      | —       |
| 1983–84             | «Ландсгут»          | Бундесліга          | 43               | 35               | 52               | 87               | 75               | 10      | 4       | 11      | 15      | —       |
| 1984–85             | «Ландсгут»          | Бундесліга          | 36               | 30               | 39               | 69               | 59               | 4       | 2       | 3       | 5       | 16      |
| 1985–86             | «Ольтен»            | НЛА                 | 35               | 22               | 23               | 45               | 88               | —       | —       | —       | —       | —       |
| 1986–87             | «Ольтен»            | НЛА                 | 15               | 6                | 8                | 14               | 38               | —       | —       | —       | —       | —       |
| 1987–88             | «Ландсгут»          | Бундесліга          | 35               | 20               | 29               | 49               | 47               | —       | —       | —       | —       | —       |
| 1988–89             | «Ландсгут»          | Бундесліга          | 36               | 21               | 38               | 59               | 67               | —       | —       | —       | —       | —       |
| Усього в Бундеслізі | Усього в Бундеслізі | Усього в Бундеслізі | 751              | 691              | 662              | 1353             | 1030             | 37      | 23      | 32      | 55      | —       |
| Усього в НЛА        | Усього в НЛА        | Усього в НЛА        | 50               | 28               | 31               | 59               | 126              | —       | —       | —       | —       | —       |

### Збірна
| Рік                | Команда            | Турнір             | І  | Г  | П  | О  | ШХ  |
| ------------------ | ------------------ | ------------------ | -- | -- | -- | -- | --- |
| 1976               | ФРН                | ЗОІ                | 5  | 5  | 5  | 10 | 10  |
| 1976               | ФРН                | ЧС                 | 10 | 7  | 1  | 8  | 18  |
| 1977               | ФРН                | ЧС                 | 10 | 5  | 5  | 10 | 24  |
| 1978               | ФРН                | ЧС                 | 10 | 8  | 7  | 15 | 6   |
| 1981               | ФРН                | ЧС                 | 8  | 3  | 3  | 6  | 12  |
| 1982               | ФРН                | ЧС                 | 7  | 3  | 5  | 8  | 8   |
| 1983               | ФРН                | ЧС                 | 10 | 5  | 7  | 12 | 28  |
| 1984               | ФРН                | ЗОІ                | 6  | 8  | 6  | 14 | 12  |
| 1985               | ФРН                | ЧС                 | 10 | 3  | 4  | 7  | 20  |
| Національна збірна | Національна збірна | Національна збірна | 76 | 47 | 43 | 90 | 138 |